# Anthony de Mello
Anthony de Mello (Bombai, 1931- Nova York, 1987) va ser un director espiritual jesuïta i hindú. Va escriure contes, meditacions i exitosos llibres de filosofia i creixement personal. És conegut per la seva manera particular de desenvolupar les seves idees i saviesa mitjançant històries i paràboles.
Per a ell la causa inicial de tota mena de patiment és la por, i aquesta només es cura amb amor, amb l'inconvenient que l'amor fa por. Cal doncs ser valent i no fugir de la por, alhora que trobar l'amor en un mateix i els altres. Considera que molta gent sembla adormida i no escolta les percepcions sensorials i sentiments propis. L'espiritualitat és despertar-se: reaprendre a escoltar-se, depurar i transformar els pensaments negatius. S'ha d'aprendre a ser capaç de no condemnar els mateixos sentiments, de no identificar-se amb les fonts externes que els causen i d'actuar sobre un mateix, d'una manera pràctica, de dia a i dia i no només contemplativa.

## Biografia
Era el fill gran dels cinc vils de Louisa Castellino i Frank de Mello, una parella catòlica. Des de jove va somiar de fer-se jesuïta. Amb setze anys, el 1947, va entrar en el noviciat al Seminari de Vinalaya de la Companyia de Jesús als afores de Bombai. De 1952 a 1955 va estudiar filosofia a Barcelona. Aleshores era força inflexible en els principis i la doctrina. L'estada a Barcelona el va dur a ampliar la seva perspectiva i a perdre bona part de la seva rigidesa inicial. De 1958 a 1962 va estudiar teologia a Poona a l'l'Índia. Entre 1963 i 1964 va seguir un curs de psicologia a Chicago. No va tornar als Estats Units fins al dia de la seva mort.
L'any 1961 va ser ordenat capellà al seu país natal, on va treballar majoritàriament la resta de la seva vida, tot i que el 1964 i 1965 també va donar cursos d'espiritualitat a Roma. Va treballar a Shirpur, Bombai i Poona. Va començar dirigint exercicis espirituals per a joves novicis; que van ser el punt de partida per a la seva carrera pública com a director espiritual, tasca que va continuar durant tota la seva vida. Es va basar tant en la metodologia, els principis i la força dels exercicis d'Ignasi de Loiola, com en els de la filosofia tàntrica (budisme, ioga i filosofies orientals), als quals va afegir ingredients propis. El 1972 va fundar l'Institute of Pastoral Counselling and Spirituality a la Universitat de Nobili, a Poona, que va dirigir fins a la seva mort. Aquest institut ha estat posteriorment reanomenat Institut de Sadhana i traslladat a Lonavla. Era una amic del jesuïta i matemàtic logronyès Carlos G. Vallès (1925-2020).
Va morir a Nova York, d'un atac de cor, quan tenia cinquanta-cinc anys durant una gira de conferències. Les seves restes descansen al cementeri de l'Església de Sant Pere, a la ciutat de Bandra (Índia), on havia estat batejat.

## 1998: condemnat pòstumament pel Vaticà
El 1998, onze anys després de la seva mort, la Congregació per a la Doctrina de la Fe, successora de la Santa Inquisició, aleshores dirigida per Joseph Ratzinger (1927-2022), va investigar els seus escrits i va decretar que «parts de l'ensenyament de Mello són incompatibles amb la fe catòlica i poden causar greus danys». El papa Joan Pau II va aprovar aquesta notificació i en va ordenar la publicació. Segons Ratzinger, la idea de Mello que «les religions, inclòs el cristianisme, són un dels obstacles clau per descobrir la veritat» el Vaticà li reprotxa que mai no defineixi el seu concepte de veritat. També considera com un error major el fet que de Mello diu que «considerar el déu de la seva religió com l'únic, és simplement fanatisme». La revista índia Outlook va veure això com un intent de Roma de soscavar el clergat a Àsia enmig de les fissures creixents entre Roma i l'Església asiàtica. Aquesta condemna va ser mal rebut per molts que havien enfortit i aprofundit la fe pel seu ensenyament.

## Obres traduïdes al català
- La pregària de la granota[6]
- El cant de l'ocell[7]
- Crida a l'amor[8]
- Uns moments per l'absurd[9]
- Moments de saviesa[10]